# 環礁

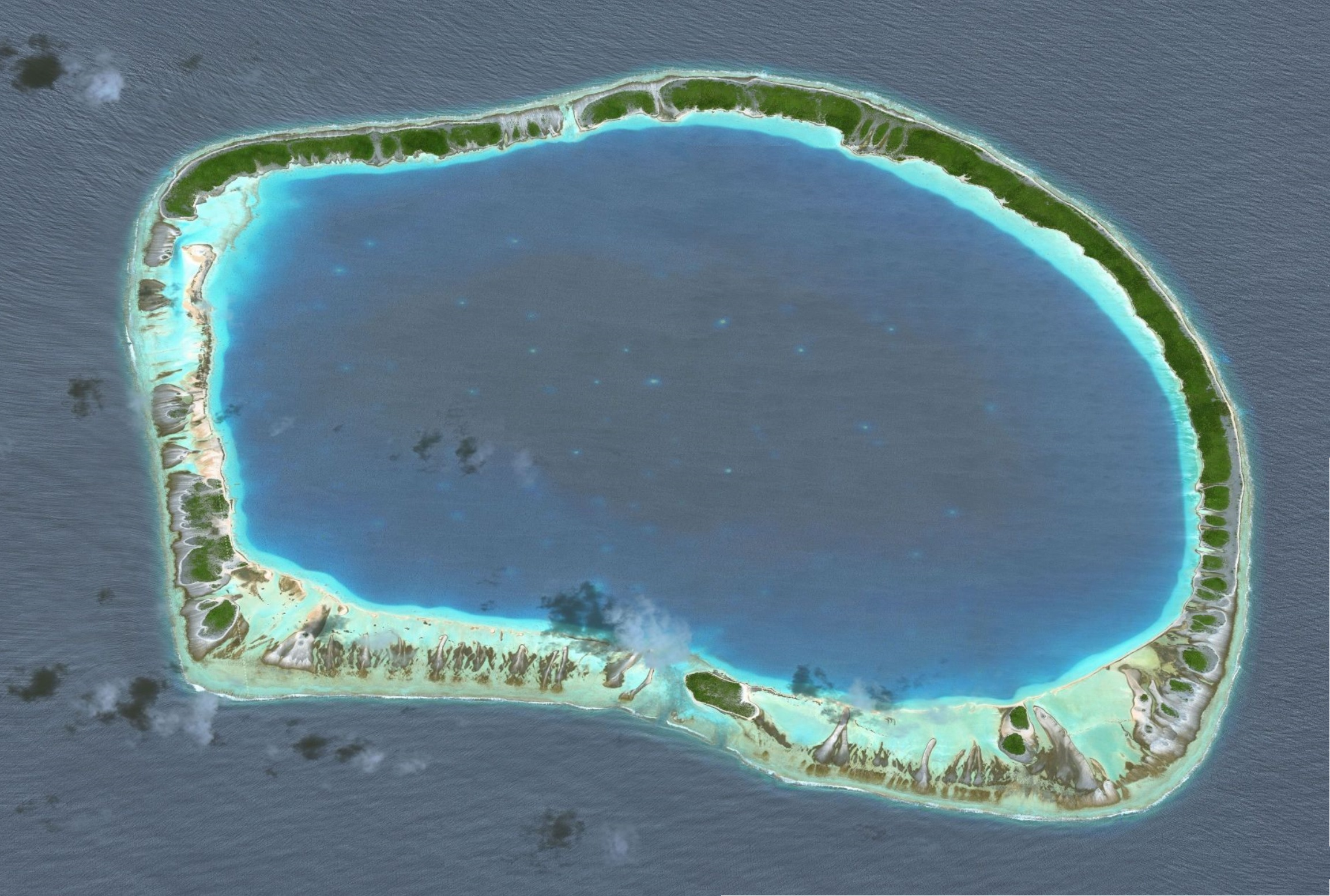
圖阿納凱環礁

環礁 (英語：atoll)，是由珊瑚礁形成的環狀或部分環狀島嶼，中間圍繞著潟湖。由於形成過程與環境的變異，環礁的輪廓除了圓形之外，亦有橢圓形或其他不規則形狀。
大部分的環礁分佈於太平洋與印度洋，而大西洋的環礁數量相對少了許多。

## 形成過程

環礁形成過程動畫模擬

1842年，達爾文根據他在小獵犬號5年的航行中所作的觀察研究資料，提出南太平洋環礁形成的理論。依據他的理論，環礁的形成與火山島有關。在海底火山噴發後所形成的火山島周圍，因環境適合珊瑚生長，於是大批珊瑚附著生長，逐漸形成裙礁。其後因故導致島嶼下沉或海平面上升，珊瑚礁仍持續堆積增長。由於島嶼的外緣水流交換較多，珊瑚生長狀況較內側佳，於是逐漸形成堡礁。當火山島完全沉沒水中，僅剩下環狀的珊瑚礁島嶼持續增長，便成為環礁。

## 環礁的分佈
大部分的環礁分佈於太平洋與印度洋，而大西洋的環礁數量相對少了許多。太平洋的環礁集中在土阿莫土群島、加羅林群島、馬紹爾群島、珊瑚海群島，以及吉里巴斯、吐瓦魯、托克勞等地的島群。
印度洋的主要環礁則包括馬爾地夫、拉克沙群島、查戈斯群島及塞昔爾的外圍群島。大西洋並沒有大型環礁群，比較顯著的僅有位於尼加拉瓜東方，屬於哥倫比亞聖安德烈斯-普羅維登西亞省的8個環礁。
由於適合珊瑚生長的環境是在熱帶、亞熱帶的溫暖水域，因此環礁僅分佈在此一範圍。世界上最北的環礁為西北夏威夷群島的庫爾環礁，位於北緯28度24分。最南的環礁為塔斯曼海域珊瑚海群島的伊莉莎白礁，位於南緯29度58分。

## 外部連結
- 東沙環礁國家公園官方網頁